# Cytisus multiflorus
Cytisus multiflorus é uma espécie de planta com flor pertencente à família Fabaceae. 
A autoridade científica da espécie é (L'Hér.) Sweet, tendo sido publicada em Hortus Britannicus 112. 1826.

## Descrição

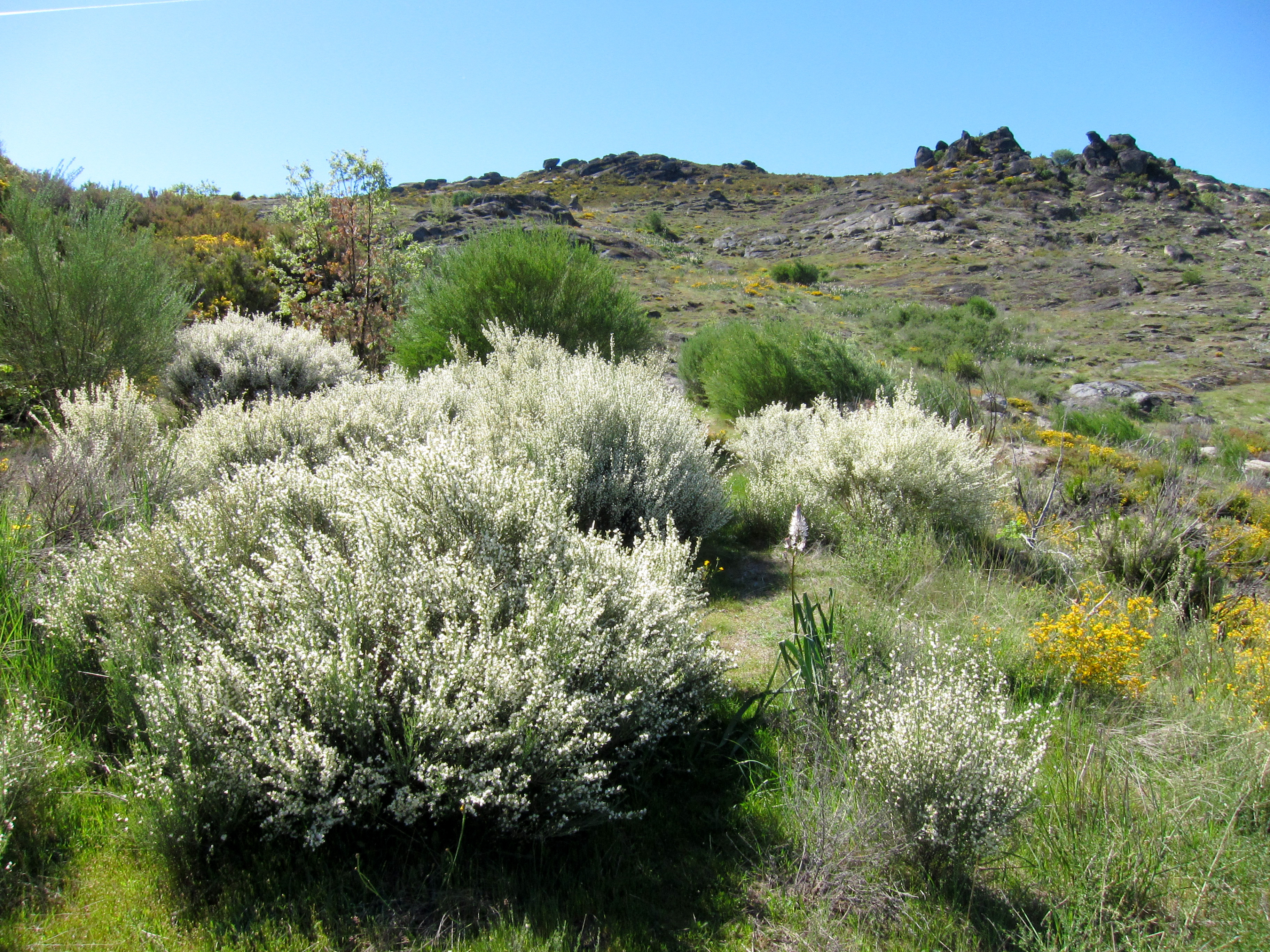
Hábito, Parque Natural de Montesinho, Portugal.

É um arbusto erguido que pode superar os 2 m de altura, com ramos angulosos e flexíveis; os jovens pubescentes e estriados. As folhas situadas na parte superior dos ramos são simples e linear-lanceoladas, as da parte inferior trifolioladas. Flores brancas em número de 1-3 nas axilas das folhas, formando um racemo frouxo mais ou menos interrompido. Pedúnculos curtos. Cálice campanulado, pubescente e dividido em 2 lábios divergentes. Corola de 9–12 mm com as pétalas do mesma tamanho; estandarte sem pêlos no dorso, erguido, matizado de vermelho na base. Legume com pêlos, de até 2,5 cm de comprimento. Floresce na Primavera e no princípio do Verão.

## Portugal
Trata-se de uma espécie presente no território português, nomeadamente em Portugal Continental e no Arquipélago da Madeira.
Em termos de naturalidade é endémica da Península Ibérica e introduzida no Arquipélago da Madeira.

## Protecção
Não se encontra protegida por legislação portuguesa ou da Comunidade Europeia.